# District de Nabawan
Le district de Nabawan (malais : Daerah Nabawan) est un district administratif de l'État malaisien de Sabah, qui fait partie de la Division de Tawau. La capitale du district est dans la ville de Nabawan.

### Liens connexes
- Districts de Malaisie